# دروازه ماه
دروازهٔ ماه (به انگلیسی: Lunar Gateway)، یک ایستگاه فضایی برنامه‌ریزی شده در مدار ماه است و از آن به عنوان یک هاب ارتباطی برق‌دار شده با نور خورشید، آزمایشگاه عملی، ماژول اسکان موقت و فضای نگهداری سطح نوردها و سایر ربات‌ها استفاده می‌شود. انتظار می‌رود که این ایستگاه بعد از سال ۲۰۲۴، نقش مهمی را در برنامهٔ آرتمیس ناسا ایفا کند.